# Michał Chmielowiec
Michał Chmielowiec ps. „Michał Sambor” (ur. 19 października 1918 w Samborze, zm. 19 maja 1974 w Londynie) – polski pisarz, krytyk literacki, redaktor, poeta i prozaik, prowadził emigracyjne „Wiadomości” londyńskie.

## Życiorys
Przed wojną studiował filologię polską na Uniwersytecie Jagiellońskim. Po klęsce wrześniowej próbował przedostać się do wojska we Francji. Aresztowany na terenie okupacji sowieckiej. Przez prawie dwa lata był więźniem łagrów w Komi, w okolicach Peczory i Workuty. We wrześniu 1941 ewakuowany do Iranu z armią generała Andersa. Zwolniony z przyczyn zdrowotnych z wojska został wysłany do Indii, gdzie pracował w delegaturze Ministerstwa Opieki Społecznej Rządu RP na Obczyźnie. W latach 1943–1948 wydawał pismo „Polak w Indiach”. Po pobycie w Libanie, przeniósł się do Londynu, gdzie został redaktorem Katolickiego Ośrodka Wydawniczego „Veritas”. W latach 1955–1960 pracował w Monachium w redakcji polskiej Głosu Ameryki. Publikował m.in. w tygodniku „Życie”, „Kulturze” i „Dzienniku Polskim”. Od 1950 związany z „Wiadomościami” Mieczysława Grydzewskiego, gdzie miał swoje stałe rubryki „W oczach zachodu” i „Wzmianki, wycinki, przycinki, docinki”. Od 1966 przejął od chorego Grydzewskiego redagowanie pisma.
Był autorem opowiadań, miniatur prozą i utworów poetyckich. Przetłumaczył wybór pism św. Franciszka Salezego (Łabędź z Sabaudii, Londyn 1958).
Został pochowany na Chiswick New Cemetery w Londynie.